# イム・ヒョンス
イム・ヒョンス（임현수、1955年2月16日 - ）は、韓国系カナダ人の牧師。

## 経歴
ソウル特別市のキリスト教徒の家庭で育った。
福音派内の超教派の伝道協力（パラチャーチ）機関キャンパス・クルセード・フォー・クライストで活動し、1986年、夫人と共に韓国からカナダへ移住した。ミシサガのライト・コリアン長老教会（Light Korean Presbyterian Church）を主管し信徒は3千人。同教会は朝鮮民主主義人民共和国（北朝鮮）北東部の羅津で孤児院や保育所、老人介護施設などを運営しており、1997年から100回以上、人道的使命で北朝鮮を訪れてきた。
2015年1月30日に定期的な訪問のために中国経由で北朝鮮入りしたが、平壌への移動中に北朝鮮当局に逮捕された。同年7月30日に人民文化宮殿で記者会見し「援助の名目で北朝鮮各地を訪ねた目的は、政府転覆に向けた基礎を築き、米韓両政府の政策に利するような宗教国家を作るためだった」と述べたという。
2017年8月9日、仮釈放されたことが明らかになった。